# Liste der Baudenkmale in Clausthal-Zellerfeld
In der Liste der Baudenkmale in Clausthal-Zellerfeld sind alle Baudenkmale der niedersächsischen Stadt Clausthal-Zellerfeld des Landkreises Goslar aufgelistet. Die Quelle der Baudenkmale ist der Denkmalatlas Niedersachsen. Der Stand der Liste ist der 16. Juni 2022.

## Allgemein
In den Spalten befinden sich folgende Informationen:
- Lage: die Adresse des Baudenkmales und die geographischen Koordinaten. Kartenansicht, um Koordinaten zu setzen. In der Kartenansicht sind Baudenkmale ohne Koordinaten mit einem roten Marker dargestellt und können in der Karte gesetzt werden. Baudenkmale ohne Bild sind mit einem blauen Marker gekennzeichnet, Baudenkmale mit Bild mit einem grünen Marker.
- Bezeichnung: Bezeichnung des Baudenkmales
- Beschreibung: die Beschreibung des Baudenkmales. Unter § 3 Abs. 2 NDSchG werden Einzeldenkmale und unter § 3 Abs. 3 NDSchG Gruppen baulicher Anlagen und deren Bestandteile ausgewiesen.
- ID: die Objekt-ID des Baudenkmales
- Bild: ein Bild des Baudenkmales, ggf. zusätzlich mit einem Link zu weiteren Fotos des Baudenkmals im Medienarchiv Wikimedia Commons. Wenn man auf das Kamerasymbol klickt, können Fotos zu Baudenkmalen aus dieser Liste hochgeladen werden:

## Baudenkmale nach Ortsteilen

### Altenau
| Lage                                                | Bezeichnung                | Beschreibung | ID       | Bild           |
| --------------------------------------------------- | -------------------------- | --- | -------- | -------------- |
| Auf der Rose 14 51° 47′ 30″ N, 10° 27′ 8″ O         | Wohnhaus                   | Grabenhaus Rose | 37686282 |                |
| Auf der Rose 14 51° 47′ 30″ N, 10° 27′ 9″ O         | Nebengebäude               | Grabenhaus Rose | 37686197 |                |
| B 242 51° 46′ 40″ N, 10° 25′ 21″ O                  | Sperberhaier Dammhaus      | Sperberhaier Dammhaus. Gäststätte mit Betreiberwohnung. Ursprünglich als Baubüro für den Sperberhaier Damm errichtet, dann langjährige Nutzung als Dienstwohnung des Grabenwärters. | 37709217 | Weitere Bilder |
| B 498 (alt) 51° 47′ 27″ N, 10° 26′ 32″ O            | Brücke                     | Brücke über den Großen Gerlachsbach im Verlauf der früheren B498. | 37686307 |                |
| B 498 (alt) 51° 47′ 27″ N, 10° 26′ 32″ O            | Pflasterung                | | 37686176 | BW             |
| Bergstraße 1 51° 48′ 11″ N, 10° 26′ 46″ O           | Pfarrhaus                  | Pfarrhaus von 1603, das Objekt gehört zu der Gruppe „Kirchhof Altenau“ mit der ID 37676740 (153001Gr0006).                                                                          | 37686550 |                |
| Bergstraße 51° 48′ 10″ N, 10° 26′ 46″ O             | Glockenhaus                | das Objekt gehört zu der Gruppe „Kirchhof Altenau“ mit der ID 37676740 (153001Gr0006)                                                                                               | 37686742 |                |
| Bergstraße 11 51° 48′ 11″ N, 10° 26′ 35″ O          | Wohnhaus                   | | 37686575 | BW             |
| Bergstraße 18 51° 48′ 13″ N, 10° 26′ 30″ O          | Wohnhaus                   | | 37686622 |                |
| Bergstraße 20 51° 48′ 14″ N, 10° 26′ 28″ O          | Wohnhaus                   | | 37686647 |                |
| Bergstraße 20 51° 48′ 13″ N, 10° 26′ 28″ O          | Anbau                      | | 37686110 | BW             |
| Bergstraße 22 51° 48′ 14″ N, 10° 26′ 27″ O          | Wohnhaus                   | | 37686671 |                |
| Bergstraße 22 51° 48′ 14″ N, 10° 26′ 28″ O          | Anbau                      | | 37686242 | BW             |
| Bergstraße 24 51° 48′ 14″ N, 10° 26′ 26″ O          | Wohnhaus                   | | 37686695 |                |
| Bergstraße 29 51° 48′ 15″ N, 10° 26′ 24″ O          | Wohnhaus                   | | 37686718 |                |
| Breite Straße 20 51° 48′ 5″ N, 10° 26′ 52″ O        | Wohnhaus                   | | 37686763 |                |
| Breite Straße 24 51° 48′ 4″ N, 10° 26′ 52″ O        | Wohnhaus                   | Das Objekt gehört zu der Gruppe „Breite Straße 24, 26“ mit der ID 37676706 | 37686786 |                |
| Breite Straße 26 51° 48′ 3″ N, 10° 26′ 52″ O        | Wohnhaus                   | Das Objekt gehört zu der Gruppe „Breite Straße 24, 26“ mit der ID 37676706 | 37686808 |                |
| Große Oker 3 51° 47′ 58″ N, 10° 26′ 58″ O           | Kurgebäude                 | ehemals Kurhaus Hannover, Baujahr 1910 | 37686858 |                |
| Markt 2 51° 48′ 12″ N, 10° 26′ 51″ O                | Ehemaliges Rathaus Altenau | ehemaliges Rathaus von 1673, Einzeldenkmal seit 1993 | 37686907 |                |
| Markt 51° 48′ 12″ N, 10° 26′ 48″ O                  | Kriegerdenkmal             | das Objekt gehört zu der Gruppe „Kirchhof Altenau“ mit der ID 37676740 (153001Gr0006)                                                                                               | 37686884 |                |
| Oberstraße 1 51° 48′ 12″ N, 10° 26′ 47″ O           | Holzkirche St. Nikolai     | Holzkirche St. Nikolai, erbaut 1670, das Objekt gehört zu der Gruppe „Kirchhof Altenau“ mit der ID 37676740 (153001Gr0006)                                                          | 37686933 | Weitere Bilder |
| Oberstraße 2 51° 48′ 10″ N, 10° 26′ 47″ O           | Wohnhaus                   | ehemaliges Küsterwohnhaus, das Objekt gehört zu der Gruppe „Kirchhof Altenau“ mit der ID 37676740 (153001Gr0006)                                                                    | 37686962 |                |
| Oberstraße 8 51° 48′ 8″ N, 10° 26′ 48″ O            | Wohnhaus                   | altes Bergmannshaus, das Objekt gehört zu der Gruppe Gruppe „Alte Bergmannshäuser“ mit der ID 37676723                                                                              | 37687009 |                |
| Oberstraße 10 51° 48′ 8″ N, 10° 26′ 48″ O           | Wohnhaus                   | altes Bergmannshaus, das Objekt gehört zu der Gruppe Gruppe „Alte Bergmannshäuser“ mit der ID 37676723                                                                              | 37687033 |                |
| Oberstraße 12 51° 48′ 7″ N, 10° 26′ 48″ O           | Wohnhaus                   | altes Bergmannshaus, das Objekt gehört zu der Gruppe Gruppe „Alte Bergmannshäuser“ mit der ID 37676723                                                                              | 37687057 |                |
| Oberstraße 14 51° 48′ 7″ N, 10° 26′ 48″ O           | Wohnhaus                   | altes Bergmannshaus, das Objekt gehört zu der Gruppe Gruppe „Alte Bergmannshäuser“ mit der ID 37676723                                                                              | 37687081 |                |
| Oberstraße 16 51° 48′ 6″ N, 10° 26′ 48″ O           | Wohnhaus                   | altes Bergmannshaus, das Objekt gehört zu der Gruppe Gruppe „Alte Bergmannshäuser“ mit der ID 37676723                                                                              | 37687105 |                |
| Oberstraße 39 51° 47′ 57″ N, 10° 26′ 51″ O          | Wohnhaus                   | | 37687154 |                |
| Oberstraße 45 51° 47′ 54″ N, 10° 26′ 53″ O          | Wohnhaus                   | | 37687222 |                |
| Oberstraße 45 51° 47′ 54″ N, 10° 26′ 53″ O          | Anbau                      | | 37686262 | BW             |
| Oberstraße 53 51° 47′ 52″ N, 10° 26′ 54″ O          | Wohnhaus                   | | 37687246 |                |
| Rothenberger Straße 11 51° 48′ 17″ N, 10° 26′ 19″ O | Wohnhaus                   | | 37687269 |                |
| Rothenberger Straße 12 51° 48′ 16″ N, 10° 26′ 17″ O | Wohn-/Wirtschaftsgebäude   | ehemalige Ölmühle, Baujahr 1612 | 37687292 |                |
| Schultal 1 51° 48′ 16″ N, 10° 26′ 54″ O             | Wohnhaus                   | altes Forsthaus, Baujahr 1608 | 37687317 |                |

### Bastesiedlung
Die „Bastesiedlung“ als Gruppe von Baudenkmalen hat die ID 37676758.
| Lage                                          | Bezeichnung              | Beschreibung       | ID       | Bild |
| --------------------------------------------- | ------------------------ | ------------------ | -------- | ---- |
| Baste-Siedlung 1 51° 49′ 38″ N, 10° 31′ 29″ O | Wohnhaus                 | Revierförsterei    | 37686357 | BW   |
| Baste-Siedlung 1 51° 49′ 39″ N, 10° 31′ 29″ O | Remisenanbau             | Revierförsterei    | 37686152 | BW   |
| Baste-Siedlung 2 51° 49′ 36″ N, 10° 31′ 27″ O | Wohn-/Wirtschaftsgebäude | Waldarbeitergehöft | 37686383 | BW   |
| Baste-Siedlung 3 51° 49′ 35″ N, 10° 31′ 27″ O | Wohn-/Wirtschaftsgebäude | Revierförsterei    | 37686411 | BW   |
| Baste-Siedlung 3 51° 49′ 34″ N, 10° 31′ 26″ O | Remise                   | Revierförsterei    | 37686439 | BW   |
| Baste-Siedlung 4 51° 49′ 35″ N, 10° 31′ 25″ O | Wohn-/Wirtschaftsgebäude | Waldarbeitergehöft | 37686466 |      |
| Baste-Siedlung 5 51° 49′ 36″ N, 10° 31′ 26″ O | Wohn-/Wirtschaftsgebäude | Waldarbeitergehöft | 37686494 |      |
| Baste-Siedlung 6 51° 49′ 37″ N, 10° 31′ 27″ O | Wohn-/Wirtschaftsgebäude | Waldarbeitergehöft | 37686522 |      |

### Buntenbock
| Lage                                           | Bezeichnung                  | Beschreibung | ID       | Bild           |
| ---------------------------------------------- | ---------------------------- | --- | -------- | -------------- |
| An der Trift 6 51° 46′ 25″ N, 10° 20′ 0″ O     | Wohnhaus                     | Das Objekt gehört zu der Denkmal-Gruppe „Schullandheim Hildesheimer Haus“ mit der ID 37679025.                           | 37706912 |                |
| An der Trift 6 51° 46′ 24″ N, 10° 20′ 0″ O     | Nebengebäude                 | Das Objekt gehört zu der Denkmal-Gruppe „Schullandheim Hildesheimer Haus“ mit der ID 37679025.                           | 37706887 |                |
| An der Trift 6a 51° 46′ 24″ N, 10° 19′ 57″ O   | Schullandheim                | Das Objekt gehört zu der Denkmal-Gruppe „Schullandheim Hildesheimer Haus“ mit der ID 37679025.                           | 37706862 |                |
| Hasenbacher Weg 5 51° 46′ 47″ N, 10° 19′ 58″ O | Wohnhaus                     | Das Objekt gehört zu der Denkmal-Gruppe „Hasenbacher Weg 5“ mit der ID 37679213.                                         | 37706937 |                |
| Hasenbacher Weg 5 51° 46′ 47″ N, 10° 19′ 58″ O | Stall/Speicher               | Das Objekt gehört zu der Denkmal-Gruppe „Hasenbacher Weg 5“ mit der ID 37679213.                                         | 37706961 |                |
| Mittelweg 1 51° 46′ 32″ N, 10° 19′ 56″ O       | Wohnhaus                     | Das Objekt gehört zu der Denkmal-Gruppe „Mittelweg 1, 3“ mit der ID 37679179.                                            | 37706983 |                |
| Mittelweg 3 51° 46′ 32″ N, 10° 19′ 55″ O       | Wohnhaus                     | Das Objekt gehört zu der Denkmal-Gruppe „Mittelweg 1, 3“ mit der ID 37679179.                                            | 37707007 |                |
| Mittelweg 12 51° 46′ 38″ N, 10° 19′ 58″ O      | Wohnhaus                     | Das Objekt gehört zu der Denkmal-Gruppe „Mittelweg 12, 14, 16“ mit der ID 37679040.                                      | 37707031 |                |
| Mittelweg 12 51° 46′ 38″ N, 10° 19′ 58″ O      | Anbau                        | Das Objekt gehört zu der Denkmal-Gruppe „Mittelweg 12, 14, 16“ mit der ID 37679040.                                      | 37705999 |                |
| Mittelweg 14 51° 46′ 38″ N, 10° 19′ 58″ O      | Wohnhaus                     | Das Objekt gehört zu der Denkmal-Gruppe „Mittelweg 12, 14, 16“ mit der ID 37679040.                                      | 37707056 |                |
| Mittelweg 16 51° 46′ 39″ N, 10° 19′ 57″ O      | Wohnhaus                     | Das Objekt gehört zu der Denkmal-Gruppe „Mittelweg 12, 14, 16“ mit der ID 37679040.                                      | 37707080 |                |
| Mittelweg 21 51° 46′ 44″ N, 10° 19′ 57″ O      | Schule                       | ehemalige Schule, das Objekt gehört zu der Denkmal-Gruppe „Kirchhof Buntenbock“ mit der ID 37679196.                     | 37707104 |                |
| Mittelweg 21 51° 46′ 44″ N, 10° 19′ 58″ O      | Einfriedung                  | Das Objekt gehört zu der Denkmal-Gruppe „Kirchhof Buntenbock“ mit der ID 37679196.                                       | 37706290 |                |
| Mittelweg 23 51° 46′ 45″ N, 10° 19′ 57″ O      | Kirche                       | auf dem Friedhof nördlich der Kirche, das Objekt gehört zu der Denkmal-Gruppe „Kirchhof Buntenbock“ mit der ID 37679196. | 37707130 | Weitere Bilder |
| Mittelweg 23 51° 46′ 46″ N, 10° 19′ 56″ O      | Friedhof nördlich der Kirche | Grabmal auf dem Friedhof nördlich der Kirche                                                                             | 37707154 | Weitere Bilder |
| Mittelweg 30 51° 46′ 45″ N, 10° 19′ 59″ O      | Wohnhaus                     | | 37710665 |                |
| Mittelweg 30 51° 46′ 46″ N, 10° 20′ 0″ O       | Anbau                        | | 37710214 |                |

### Clausthal-Zellerfeld
| Lage                                                   | Bezeichnung                                                     | Beschreibung | ID                                                   | Bild           |
| ------------------------------------------------------ | --------------------------------------------------------------- | --- | ---------------------------------------------------- | -------------- |
| Adolf-Ey-Straße 2 51° 48′ 30″ N, 10° 20′ 37″ O         | Villa, Verbindungshaus der Burschenschaft „Schlägel und Eisen“. | | 37710737                                             |                |
| Adolph-Roemer-Straße 9 51° 48′ 19″ N, 10° 20′ 1″ O     | Stall/Speicher                                                  | | 37710762                                             |                |
| Adolph-Roemer-Straße 37 51° 48′ 23″ N, 10° 20′ 6″ O    | Stall/Speicher                                                  | | 37710785                                             |                |
| Aulastraße 1 51° 48′ 21″ N, 10° 20′ 29″ O              | Wohnhaus                                                        | Lage Clausthal, das Objekt gehört zu der Denkmal-Gruppe „Universitätsviertel Bergakademie“ mit der ID 37678798. | 37713973                                             |                |
| Aulastraße 2 51° 48′ 20″ N, 10° 20′ 30″ O              | Wohnhaus                                                        | Lage Clausthal, das Objekt gehört zu der Denkmal-Gruppe „Universitätsviertel Bergakademie“ mit der ID 37678798. | 37713999                                             |                |
| Aulastraße 3 51° 48′ 21″ N, 10° 20′ 29″ O              | Wohnhaus                                                        | Lage Clausthal, das Objekt gehört zu der Denkmal-Gruppe „Universitätsviertel Bergakademie“ mit der ID 37678798. | 37714024                                             |                |
| Aulastraße 4 51° 48′ 21″ N, 10° 20′ 31″ O              | Wohnhaus                                                        | Lage Clausthal, das Objekt gehört zu der Denkmal-Gruppe „Universitätsviertel Bergakademie“ mit der ID 37678798. | 37714049                                             |                |
| Aulastraße 6 51° 48′ 22″ N, 10° 20′ 33″ O              | Badeanstalt                                                     | Schwimmhalle Universität Clausthal, das Objekt gehört zu der Denkmal-Gruppe „Universitätsviertel Bergakademie“ mit der ID 37678798. Die Schwimmhalle ist seit 2007 wegen Baufälligkeit außer Betrieb. | 37714074                                             |                |
| Aulastraße 8 51° 48′ 22″ N, 10° 20′ 30″ O              | Aula Academica (Hochschulgebäude)                               | Aula Academica der TU Clausthal, das Objekt gehört zu der Denkmal-Gruppe „Universitätsviertel Bergakademie“ mit der ID 37678798. | 37714099                                             |                |
| Agricolastraße 51° 48′ 5″ N, 10° 20′ 45″ O             | Glockenturm mit Glockenspiel                                    | Bis zum Jahr 2000 stand das Glockenspiel auf den Spittelwiesen an der Robert-Koch-Straße (⊙), bevor es zum aktuellen Standort auf den Campus in der Agricolastraße versetzt wurde. Bei dem Glockenturm mit Glockenspiel (25 eiserne Glocken) handelt es sich um ein Geschenk des Bochumer Vereins an die Bergakademie Clausthal aus dem Jahre 1956. Lage Clausthal, das Objekt gehört zu der Denkmal-Gruppe „Universitätsviertel Bergakademie“ mit der ID 37678798. | 37715161                                             |                |
| Altenauer Straße 8 51° 48′ 19″ N, 10° 20′ 45″ O        | Wohnhaus                                                        | Grube Englische Treue | 37710808                                             |                |
| Altenauer Straße 18 51° 48′ 8″ N, 10° 21′ 6″ O         | Wohnhaus mit Nebengebäude                                       | Grube Ludwig | 37710302/1/-/ 37710833, 37710302                     |                |
| Altenauer Straße 41 51° 48′ 12″ N, 10° 20′ 56″ O       | Wohnhaus                                                        | | 37710861                                             |                |
| Altenauer Straße 41 51° 48′ 13″ N, 10° 20′ 55″ O       | Lochstein                                                       | | 37710888                                             |                |
| Am Ottiliaeschacht 3 51° 48′ 30″ N, 10° 18′ 49″ O      | Stall/Speicher                                                  | Lage Clausthal, das Objekt gehört zu der Gruppe „Ottiliae-Schacht“ mit der ID 37679055. | 37714988                                             |                |
| Am Ottiliaeschacht 3 51° 48′ 26″ N, 10° 18′ 39″ O      | Wohnhaus                                                        | Lage Clausthal, das Objekt gehört zu der Gruppe „Am Ottiliae-Schacht 3“ mit der ID 37678317. | 37714964                                             |                |
| Am Ottiliaeschacht 4a, 4b 51° 48′ 31″ N, 10° 18′ 50″ O | Wohnhaus                                                        | Lage Clausthal, das Objekt gehört zu der Gruppe „Ottiliae-Schacht“ mit der ID 37679055. | 37709704/1/-/ 37708418, 37709704                     |                |
| Am Ottiliaeschacht 51° 48′ 30″ N, 10° 18′ 47″ O        | Schachthaus und Fördergerüst                                    | Die Schachthalle und der Förderturm aus dem Jahre 1876 stellen den Übergang zum modernen Bergbau dar. Das Fördergerüst ist das älteste stählerne Fördergerüst Deutschlands. Lage Clausthal, das Objekt gehört zu der Gruppe „Ottiliae-Schacht“ mit der ID 37679055. | 37708392/1/-/ 37705931, 37708392                     | Weitere Bilder |
| Am Ottiliaeschacht 51° 48′ 31″ N, 10° 18′ 47″ O        | Betriebsgebäude                                                 | Lage Clausthal, das Objekt gehört zu der Gruppe „Ottiliae-Schacht“ mit der ID 37679055. | 37708366                                             |                |
| Am Ottiliaeschacht 51° 48′ 31″ N, 10° 18′ 48″ O        | Halde                                                           | Pochsandhalde, Lage Clausthal, das Objekt gehört zu der Gruppe „Ottiliae-Schacht“ mit der ID 37679055. | 37709938                                             | BW             |
| Am Rosenhof 2 51° 48′ 14″ N, 10° 19′ 30″ O             | Wohnhaus mit Anbauten                                           | ehemalige Dienstwohnungen der Preussag AG, Lage Clausthal, das Objekt gehört zu der Denkmal-Gruppe „Rosenhöfer Schacht“ mit der ID 37678849. | 37706401/1/-/ 37707202, 37706401                     |                |
| Am Rosenhof 3 51° 48′ 12″ N, 10° 19′ 34″ O             | Wohnhaus                                                        | | 37707228                                             |                |
| Am Rosenhof 4 51° 48′ 14″ N, 10° 19′ 28″ O             | Wohnhaus mit Anbauten                                           | ehemalige Dienstwohnungen der Preussag AG, Lage Clausthal, das Objekt gehört zu der Denkmal-Gruppe „Rosenhöfer Schacht“ mit der ID 37678849. | 37706426/1/-/ 37707253, 37706426                     |                |
| Am Pulverhaus 1 51° 47′ 51″ N, 10° 21′ 46″ O           | Pulverhaus                                                      | Lage Clausthal, das Objekt gehört zu der Denkmal-Gruppe „Zeche Dorothee“ mit der ID 37684538. Im Pulverhaus wurde das Schwarzpulver für die Grube Dorothea und die Grube Caroline aufbewahrt. Pulverhäuser waren im Oberharz häufig mit zwei gemauerten Wänden und zwei „Leichtwänden“ aus Holz errichtet, um im Falle einer Explosion der Schaden in eine bestimmte Richtung zu lenken.                                                                            | 37708184                                             |                |
| An den Pfauenteichen 51° 48′ 4″ N, 10° 21′ 45″ O       | Friedhof mit Baumbestand                                        | Russenfriedhof/Pfauenteiche. Begräbnisstätte für Zwangsarbeiter im 2. Weltkrieg | 37710038/1/-/ 37710714, 37710038                     |                |
| An der Marktkirche 1 51° 48′ 14″ N, 10° 20′ 3″ O       | Marktkirche zum Heiligen Geist                                  | Lage Clausthal, das Objekt gehört zu der Gruppe „An der Marktkirche“ mit der ID 37678849. | 37707944                                             | Weitere Bilder |
| An der Marktkirche 3 51° 48′ 14″ N, 10° 20′ 6″ O       | Pfarrhaus                                                       | Lage Clausthal, das Objekt gehört zu der Gruppe „An der Marktkirche“ mit der ID 37678849. | 37707969                                             | Weitere Bilder |
| An der Marktkirche 4 51° 48′ 14″ N, 10° 20′ 5″ O       | Wohnhaus                                                        | Lage Clausthal, das Objekt gehört zu der Gruppe „An der Marktkirche“ mit der ID 37678849. | 37707993                                             |                |
| An der Marktkirche 5 51° 48′ 13″ N, 10° 20′ 5″ O       | Wohnhaus                                                        | Wohnhaus Caroline Böhmer-Schlegel-Schelling, Lage Clausthal, das Objekt gehört zu der Gruppe „An der Marktkirche“ mit der ID 37678849. | 37708018                                             | Weitere Bilder |
| An der Marktkirche 5 51° 48′ 12″ N, 10° 20′ 5″ O       | Nebengebäude                                                    | Lage Clausthal, das Objekt gehört zu der Gruppe „An der Marktkirche“ mit der ID 37678849. | 37708042                                             | Weitere Bilder |
| An der Marktkirche 7 51° 48′ 13″ N, 10° 20′ 2″ O       | Gaststätte „Glück auf“                                          | Lage Clausthal, das Objekt gehört zu der Gruppe „An der Marktkirche“ mit der ID 37678849. | 37708112                                             |                |
| An der Marktkirche 7 51° 48′ 12″ N, 10° 20′ 1″ O       | Saalbau                                                         | Lage Clausthal, das Objekt gehört zu der Gruppe „An der Marktkirche“ mit der ID 37678849. | 37706517                                             |                |
| An der Marktkirche 8 51° 48′ 13″ N, 10° 20′ 0″ O       | Rathaus Clausthal                                               | Lage Clausthal, das Objekt gehört zu der Gruppe „An der Marktkirche“ mit der ID 37678849. | 37708136                                             | Weitere Bilder |
| An der Marktkirche 8 51° 48′ 12″ N, 10° 20′ 0″ O       | Gefängnisanbau                                                  | Lage Clausthal, das Objekt gehört zu der Gruppe „An der Marktkirche“ mit der ID 37678849. | 37706134                                             |                |
| An der Marktkirche 51° 48′ 14″ N, 10° 20′ 1″ O         | Gedenkstein mit Einfriedung                                     | Denkmal für Friedrich Adolph Roemer, Lage Clausthal, das Objekt gehört zu der Gruppe „An der Marktkirche“ mit der ID 37678849. | 37706334/1/-/ 37707918, 37706334                     | Weitere Bilder |
| An der Marktkirche 9 51° 48′ 15″ N, 10° 19′ 58″ O      | Oberbergamt (Verwaltungsgebäude)                                | Oberbergamt und Bergakademie | 37708161                                             | Weitere Bilder |
| Andreasberger Straße 8 51° 47′ 56″ N, 10° 20′ 24″ O    | Wohnhaus                                                        | | 37710914                                             |                |
| Andreasberger Straße 15 51° 47′ 57″ N, 10° 20′ 27″ O   | Wohnhaus mit Nebengebäude                                       | Lage Clausthal, das Objekt gehört zu der Denkmal-Gruppe „Zechenhaus Andreasberger Straße 15“ mit der ID 37678961. | 37707303/1/-/ 37707279, 37707303                     |                |
| B 242 51° 47′ 25″ N, 10° 22′ 37″ O                     | Gedenkstätte                                                    | Gedenkstein Hirschler Brink zur Erinnerung an die im Verlauf der Straße im April 1945 bei den Todesmärschen im Harz getöteten KZ-Häftlinge | 37710691                                             |                |
| B 242 51° 47′ 25″ N, 10° 22′ 37″ O                     | Einfriedung                                                     | Einfriedung zur Gedenkstätte am Hirschler Brink | 37710619                                             | BW             |
| B 242 51° 47′ 26″ N, 10° 22′ 37″ O                     | Baumbestand der Gedenkstätte am Hirschler Brink                 | Gedenkstein Hirschler Teich | 37710508                                             | BW             |
| Bäckerstraße 3 51° 49′ 2″ N, 10° 20′ 17″ O             | Wohn-/Wirtschaftsgebäude                                        | Lage Zellerfeld, das Objekt gehört zu der Denkmal-Gruppe „Bäckerstraße 3“ mit der ID 37678637. | 37715487                                             | BW             |
| Bäckerstraße 3 51° 49′ 1″ N, 10° 20′ 16″ O             | Stall/Speicher                                                  | Lage Zellerfeld, das Objekt gehört zu der Denkmal-Gruppe „Bäckerstraße 3“ mit der ID 37678637. | 37715465                                             | BW             |
| Bartelsstraße 3 51° 48′ 8″ N, 10° 19′ 58″ O            | Wohnhaus                                                        | | 37710937                                             | BW             |
| Bergstraße 29 51° 49′ 0″ N, 10° 20′ 3″ O               | Wohnhaus                                                        | | 37712326                                             |                |
| Bergstraße 29 51° 49′ 1″ N, 10° 20′ 3″ O               | Stallanbau                                                      | | 37710236                                             | BW             |
| Bergstraße 30 51° 49′ 7″ N, 10° 20′ 12″ O              | Wohnhaus                                                        | | 37712351                                             |                |
| Bergstraße 31 51° 49′ 3″ N, 10° 20′ 6″ O               | Dietzelhaus                                                     | Wohnhaus mit Anbau | 37710573/1/-/ 37712376, 37710573                     | Weitere Bilder |
| Bergstraße 33 51° 49′ 4″ N, 10° 20′ 6″ O               | Wohnhaus                                                        | Lage Zellerfeld, das Objekt gehört zu der Denkmal-Gruppe „Bergstraße 37, 39“ mit der ID 37678654. | 46524238                                             |                |
| Bergstraße 37 51° 49′ 4″ N, 10° 20′ 7″ O               | Wohnhaus                                                        | Lage Zellerfeld, das Objekt gehört zu der Denkmal-Gruppe „Bergstraße 37, 39“ mit der ID 37678654. | 37715533                                             |                |
| Bergstraße 37 51° 49′ 4″ N, 10° 20′ 6″ O               | Stall/Speicher                                                  | Lage Zellerfeld, das Objekt gehört zu der Denkmal-Gruppe „Bergstraße 37, 39“ mit der ID 37678654. | 37715511                                             | BW             |
| Bergstraße 39 51° 49′ 5″ N, 10° 20′ 8″ O               | Wohnhaus                                                        | Lage Zellerfeld, das Objekt gehört zu der Denkmal-Gruppe „Bergstraße 37, 39“ mit der ID 37678654. | 37715580                                             |                |
| Bergstraße 59 51° 49′ 10″ N, 10° 20′ 13″ O             | Wohnhaus                                                        | | 37712404                                             |                |
| Bestelstraße 5 51° 48′ 11″ N, 10° 19′ 37″ O            | Wohnhaus mit Anbauten                                           | | 37710960                                             | BW             |
| Bornhardtstraße 1 51° 48′ 58″ N, 10° 20′ 11″ O         | Kirche                                                          | St. Salvatoris, Lage Zellerfeld, das Objekt gehört zu der Denkmal-Gruppe „Kirchplatz Zellerfeld“ mit der ID 37678669. | 37716059                                             | Weitere Bilder |
| Bornhardtstraße 2 51° 48′ 59″ N, 10° 20′ 17″ O         | Wohnhaus                                                        | Lage Zellerfeld, das Objekt gehört zu der Denkmal-Gruppe „Kirchplatz Zellerfeld“ mit der ID 37678669. | 37715604                                             |                |
| Bornhardtstraße 4 51° 48′ 59″ N, 10° 20′ 16″ O         | Pfarramt                                                        | Lage Zellerfeld, das Objekt gehört zu der Denkmal-Gruppe „Kirchplatz Zellerfeld“ mit der ID 37678669. | 37715628                                             |                |
| Bornhardtstraße 5 51° 49′ 2″ N, 10° 20′ 3″ O           | Villa                                                           | | 37712429                                             | BW             |
| Bornhardtstraße 6 51° 48′ 59″ N, 10° 20′ 15″ O         | Wohnhaus                                                        | Lage Zellerfeld, das Objekt gehört zu der Denkmal-Gruppe „Kirchplatz Zellerfeld“ mit der ID 37678669. | 37715674                                             |                |
| Bornhardtstraße 6 51° 49′ 0″ N, 10° 20′ 15″ O          | Stall/Speicher                                                  | Lage Zellerfeld, das Objekt gehört zu der Denkmal-Gruppe „Kirchplatz Zellerfeld“ mit der ID 37678669. | 37715652                                             | BW             |
| Bornhardtstraße 7 51° 49′ 3″ N, 10° 20′ 1″ O           | Kurgebäude                                                      | Kurmittelhaus | 37712453                                             | BW             |
| Bornhardtstraße 8 51° 48′ 59″ N, 10° 20′ 14″ O         | Wohn-/Wirtschaftsgebäude                                        | Lage Zellerfeld, das Objekt gehört zu der Denkmal-Gruppe „Kirchplatz Zellerfeld“ mit der ID 37678669. | 37715720                                             |                |
| Bornhardtstraße 8 51° 49′ 0″ N, 10° 20′ 15″ O          | Stall/Speicher                                                  | Lage Zellerfeld, das Objekt gehört zu der Denkmal-Gruppe „Kirchplatz Zellerfeld“ mit der ID 37678669. | 37715698                                             | BW             |
| Bornhardtstraße 10 51° 49′ 0″ N, 10° 20′ 14″ O         | Wohnhaus                                                        | Lage Zellerfeld, das Objekt gehört zu der Denkmal-Gruppe „Kirchplatz Zellerfeld“ mit der ID 37678669. | 37715765                                             |                |
| Bornhardtstraße 10 51° 49′ 0″ N, 10° 20′ 14″ O         | Stall/Speicher                                                  | Lage Zellerfeld, das Objekt gehört zu der Denkmal-Gruppe „Kirchplatz Zellerfeld“ mit der ID 37678669. | 37715744                                             | BW             |
| Bornhardtstraße 11 51° 49′ 5″ N, 10° 19′ 57″ O         | Betriebsgebäude                                                 | Lage Zellerfeld, das Objekt gehört zu der Denkmal-Gruppe „Zellerfelder Münze“ mit der ID 37679229. | 37709242                                             | Weitere Bilder |
| Bornhardtstraße 11 51° 49′ 4″ N, 10° 19′ 56″ O         | Verwaltungsgebäude                                              | Lage Zellerfeld, das Objekt gehört zu der Denkmal-Gruppe „Zellerfelder Münze“ mit der ID 37679229. | 37709369                                             | BW             |
| Bornhardtstraße 11 51° 49′ 4″ N, 10° 19′ 56″ O         | Magazin                                                         | Lage Zellerfeld, das Objekt gehört zu der Denkmal-Gruppe „Zellerfelder Münze“ mit der ID 37679229. | 37706067                                             | BW             |
| Bornhardtstraße 11 51° 49′ 3″ N, 10° 19′ 56″ O         | Magazin                                                         | Lage Zellerfeld, das Objekt gehört zu der Denkmal-Gruppe „Zellerfelder Münze“ mit der ID 37679229. | 37709344                                             | BW             |
| Bornhardtstraße 11 51° 49′ 3″ N, 10° 19′ 57″ O         | Betriebsgebäude                                                 | Lage Zellerfeld, das Objekt gehört zu der Denkmal-Gruppe „Zellerfelder Münze“ mit der ID 37679229. | 37709319                                             | BW             |
| Bornhardtstraße 11 51° 49′ 4″ N, 10° 19′ 57″ O         | Münzwächter-/Probierstube                                       | Lage Zellerfeld, das Objekt gehört zu der Denkmal-Gruppe „Zellerfelder Münze“ mit der ID 37679229. | 37709267                                             | BW             |
| Bornhardtstraße 12 51° 49′ 0″ N, 10° 20′ 12″ O         | Apotheke                                                        | Bergapotheke in Zellerfeld („Fratzenapotheke“), das Objekt gehört zu der Denkmal-Gruppe „Kirchplatz Zellerfeld“ mit der ID 37678669. | 37715813                                             | Weitere Bilder |
| Bornhardtstraße 12 51° 49′ 1″ N, 10° 20′ 14″ O         | Wirtschaftsgebäude/Remise                                       | Lage Zellerfeld, das Objekt gehört zu der Denkmal-Gruppe „Kirchplatz Zellerfeld“ mit der ID 37678669. | 37715787                                             | BW             |
| Bornhardtstraße 14 51° 49′ 1″ N, 10° 20′ 10″ O         | Museum                                                          | Lage Zellerfeld, das Objekt gehört zu der Denkmal-Gruppe „Marktplatz Zellerfeld“ mit der ID 37678688. | 37715843                                             | BW             |
| Bornhardtstraße 16 51° 49′ 1″ N, 10° 20′ 9″ O          | Museum                                                          | Oberharzer Bergwerksmuseum, Lage Zellerfeld, das Objekt gehört zu der Denkmal-Gruppe „Marktplatz Zellerfeld“ mit der ID 37678688. | 37715868                                             | Weitere Bilder |
| Bornhardtstraße 16 51° 49′ 3″ N, 10° 20′ 11″ O         | Nebengebäude                                                    | Lage Zellerfeld, das Objekt gehört zu der Denkmal-Gruppe „Marktplatz Zellerfeld“ mit der ID 37678688. | 37713661                                             |                |
| Bornhardtstraße 18 51° 49′ 2″ N, 10° 20′ 8″ O          | Wohnhaus                                                        | Lage Zellerfeld, das Objekt gehört zu der Denkmal-Gruppe „Marktplatz Zellerfeld“ mit der ID 37678688. | 37715892                                             | BW             |
| Bornhardtstraße 20 51° 49′ 2″ N, 10° 20′ 7″ O          | Wohnhaus                                                        | ehemaliges Bürgermeister-/Rathaus, Lage Zellerfeld, das Objekt gehört zu der Denkmal-Gruppe „Marktplatz Zellerfeld“ mit der ID 37678688. | 37715916                                             | BW             |
| Brauhausberg 16 51° 48′ 53″ N, 10° 20′ 18″ O           | Wohnhaus mit Stallscheune                                       | Lage Clausthal, das Objekt gehört zu der Gruppe „Brauhausberg 16, 18, 20“ mit der ID 37678585. | 37713551/1/-/ 37715941, 37713551                     | BW             |
| Brauhausberg 18 51° 48′ 54″ N, 10° 20′ 19″ O           | Wohnhaus                                                        | Lage Clausthal, das Objekt gehört zu der Gruppe „Brauhausberg 16, 18, 20“ mit der ID 37678585. | 37715966                                             | BW             |
| Brauhausberg 20 51° 48′ 54″ N, 10° 20′ 18″ O           | Wohnhaus mit Stall/Speicher                                     | Lage Clausthal, das Objekt gehört zu der Gruppe „Brauhausberg 16, 18, 20“ mit der ID 37678585. | 37716014/1/-/ 37715990, 37716014                     | BW             |
| Büttnerstraße 2 51° 48′ 6″ N, 10° 19′ 52″ O            | Wohnhaus                                                        | | 37711079                                             | BW             |
| Buntenböcker Straße 3 51° 47′ 59″ N, 10° 20′ 20″ O     | Wohn- und Geschäftshaus                                         | Wohnhaus mit angebauten Geschäft (zur Zeit Pizzeria). Harzer Holzbeschlag, Zweiflügelige Eingangstür aus der Bauzeit, zweiflügelige Fenster mit Oberlicht. Erbaut 1892 | 37711010                                             |                |
| Buntenböcker Straße 12 51° 48′ 0″ N, 10° 20′ 19″ O     | Wohnhaus mit Stall/Speicher                                     | Seit etwa 2005 leerstehendes Wohnhaus, Lage Clausthal, das Objekt gehört zu der Gruppe „Buntenböcker Straße“ mit der ID 37678977. | 37707399/1/-/ 37707375, 37707399                     |                |
| Buntenböcker Straße 14 51° 47′ 59″ N, 10° 20′ 19″ O    | Wohnhaus mit Stall/Speicher                                     | Lage Clausthal, das Objekt gehört zu der Gruppe „Buntenböcker Straße“ mit der ID 37678977. | 37707445/1/-/ 37707421, 37707445                     |                |
| Buntenböcker Straße 18 51° 47′ 59″ N, 10° 20′ 18″ O    | Wohnhaus mit Stall/Speicher                                     | Lage Clausthal, das Objekt gehört zu der Gruppe „Buntenböcker Straße“ mit der ID 37678977. | 37707515/1/-/ 37707491, 37707515                     |                |
| Buntenböcker Straße 20 51° 47′ 58″ N, 10° 20′ 17″ O    | Stall/Speicher                                                  | Lage Clausthal, das Objekt gehört zu der Gruppe „Buntenböcker Straße“ mit der ID 37678977. | 37707561                                             |                |
| Buntenböcker Straße 22 51° 47′ 58″ N, 10° 20′ 18″ O    | Wohnhaus mit Stall/Speicher                                     | Lage Clausthal, das Objekt gehört zu der Gruppe „Buntenböcker Straße“ mit der ID 37678977. | 37707607/1/-/ 37707583, 37707607                     |                |
| Buntenböcker Straße 24 51° 47′ 58″ N, 10° 20′ 18″ O    | Wohnhaus mit Stall/Speicher                                     | Lage Clausthal, das Objekt gehört zu der Gruppe „Buntenböcker Straße“ mit der ID 37678977. | 37707653/1/-/ 37707629, 37707653                     |                |
| Buntenböcker Straße 40 51° 47′ 54″ N, 10° 20′ 17″ O    | Wohnhaus                                                        | Lage Clausthal, das Objekt gehört zu der Gruppe „Buntenböcker Straße 40“ mit der ID 37678333. | 37714243                                             |                |
| Buntenböcker Straße 50 51° 47′ 53″ N, 10° 20′ 15″ O    | Stall/Speicher                                                  | | 37711058                                             |                |
| Burgstätter Straße 14 51° 48′ 16″ N, 10° 20′ 19″ O     | Wohnhaus mit Stall/Speicher                                     | Lage Clausthal, das Objekt gehört zu der Gruppe „Burgstätter Straße 14“ mit der ID 37679263. | 37707745/1/-/ 37707721, 37707745                     |                |
| Burgstätter Straße 15 51° 48′ 17″ N, 10° 20′ 20″ O     | Wohnhaus mit Stall/Speicher                                     | Lage Clausthal, das Objekt gehört zu der Gruppe „Burgstätter Straße 15-21“ mit der ID 37678300. | 37714292/1/-/ 37714268, 37714292                     |                |
| Burgstätter Straße 17 51° 48′ 17″ N, 10° 20′ 20″ O     | Wohnhaus mit Stall/Speicher                                     | Lage Clausthal, das Objekt gehört zu der Gruppe „Burgstätter Straße 15-21“ mit der ID 37678300. | 37714338/1/-/ 37714314, 37714338                     |                |
| Burgstätter Straße 19 51° 48′ 17″ N, 10° 20′ 21″ O     | Wohnhaus mit Stall/Speicher                                     | Lage Clausthal, das Objekt gehört zu der Gruppe „Burgstätter Straße 15-21“ mit der ID 37678300. | 37714360/1/-/ 37714382, 37714360                     |                |
| Burgstätter Straße 21 51° 48′ 17″ N, 10° 20′ 22″ O     | Wohnhaus                                                        | Lage Clausthal, das Objekt gehört zu der Gruppe „Burgstätter Straße 15-21“ mit der ID 37678300. | 37714406                                             |                |
| Burgstätter Straße 22 51° 48′ 16″ N, 10° 20′ 21″ O     | Wohnhaus mit Stall/Speicher                                     | Lage Clausthal, das Objekt gehört zu der Gruppe „Burgstätter Straße 22, 24“ mit der ID 37678284. | 37714453/1/-/ 37714479, 37714453                     |                |
| Burgstätter Straße 24 51° 48′ 16″ N, 10° 20′ 22″ O     | Wohnhaus mit Stall/Speicher                                     | Lage Clausthal, das Objekt gehört zu der Gruppe „Burgstätter Straße 22, 24“ mit der ID 37678284. | 37714527/1/-/ 37714503, 37714527                     |                |
| Dorotheer Zechenhaus 1 51° 47′ 49″ N, 10° 21′ 43″ O    | Zechenhaus                                                      | Lage Clausthal, das Objekt gehört zu der Denkmal-Gruppe „Zeche Dorothee“ mit der ID 37684538. Es handelte sich hierbei um das Betriebsgebäude der Grube Dorothea | 37709988                                             |                |
| Dorotheer Zechenhaus 51° 47′ 51″ N, 10° 21′ 42″ O      | Zufahrtsallee                                                   | Lage Clausthal, das Objekt gehört zu der Denkmal-Gruppe „Zeche Dorothee“ mit der ID 37684538. | 37705788                                             |                |
| Erzstraße 24 51° 48′ 16″ N, 10° 20′ 42″ O              | Maschinenhaus mit Fördermaschine                                | Maschinenhaus des Kaiser-Wilhelm-Schachtes in Clausthal. Neben der Beherbergung der Fördermaschine befanden sich hier in etlichen Anbauten auch Werkstätten für Metall und Holz, Lage Clausthal, das Objekt gehört zu der Denkmal-Gruppe „Schacht Kaiser Wilhelm II“ mit der ID 37678993. | 37706201/1/-/ 37707793, 37706201                     |                |
| Erzstraße 24 51° 48′ 15″ N, 10° 20′ 40″ O              | Schachthalle mit Fördergerüst                                   | Der Kaiser-Wilhelm-Schacht wurde 1892 eingeweiht und nach dem damaligen Deutschen Kaiser benannt. Er erreicht eine Teufe von 1000 Metern und ist saiger angelegt. Lage Clausthal, das Objekt gehört zu der Denkmal-Gruppe „Schacht Kaiser Wilhelm II“ mit der ID 37678993. | 37707767/1/-/ 37705977, 37707767                     | Weitere Bilder |
| Erzstraße 24 51° 48′ 16″ N, 10° 20′ 47″ O              | Waschkaue                                                       | Ehemaliges Kauengebäude des Kaiser-Wilhelm-Schachtes (Innenaufnahme). Heute Ausstellung zum Oberharzer Wasserregal. Lage Clausthal, das Objekt gehört zu der Denkmal-Gruppe „Schacht Kaiser Wilhelm II“ mit der ID 37678993. | 37707819                                             |                |
| Erzstraße 45 51° 48′ 19″ N, 10° 20′ 33″ O              | Corpshaus Corps Montania                                        | Verbindungshaus des Corps Montania Clausthal. Villa mit Hausgarten. | 37710424/1/-/ 37711127, 37710424                     |                |
| Erzstraße 51 51° 48′ 19″ N, 10° 20′ 39″ O              | Bethaus                                                         | Bethaus des Schachtes Kaiser Wilhelm II | 37707844                                             |                |
| Frankenscharrnhütte 27 51° 48′ 8″ N, 10° 18′ 4″ O      | Wohnhaus                                                        | | 37710640                                             | BW             |
| Goslarsche Straße 51° 48′ 58″ N, 10° 20′ 13″ O         | Park                                                            | Zellerfelder Terrassen, das Objekt gehört zu der Denkmal-Gruppe „Kirchplatz Zellerfeld“ mit der ID 37678669. | 37716108                                             |                |
| Goslarsche Straße 51° 49′ 0″ N, 10° 20′ 7″ O           | Park                                                            | ehemaliger Zellerfelder Marktplatz, das Objekt gehört zu der Denkmal-Gruppe „Marktplatz Zellerfeld“ mit der ID 37678688. | 37716084                                             |                |
| Goslarsche Straße 11 51° 48′ 56″ N, 10° 20′ 5″ O       | Wohnhaus                                                        | Kurmittelhaus | 37712503                                             |                |
| Goslarsche Straße 17 51° 49′ 2″ N, 10° 20′ 11″ O       | Haus des Handwerks                                              | Verwaltungsgebäude | 37712552                                             |                |
| Goslarsche Straße 20 51° 49′ 3″ N, 10° 20′ 15″ O       | Hotel                                                           | | 37712578                                             |                |
| Goslarsche Straße 25 51° 49′ 4″ N, 10° 20′ 14″ O       | Villa                                                           | | 37712602                                             | BW             |
| Goslarsche Straße 27 51° 49′ 5″ N, 10° 20′ 15″ O       | Wohnhaus                                                        | | 37712626                                             | BW             |
| Goslarsche Straße 32 51° 49′ 6″ N, 10° 20′ 18″ O       | Wohn-/Wirtschaftsgebäude                                        | | 37712651                                             |                |
| Goslarsche Straße 36 51° 49′ 8″ N, 10° 20′ 20″ O       | Kapelle                                                         | Friedhofskapelle | 37712698                                             |                |
| Goslarsche Straße 40 51° 49′ 9″ N, 10° 20′ 23″ O       | Wohnhaus                                                        | ehemaliges Siechenhaus | 37712724                                             | BW             |
| Graupenstraße 51° 48′ 19″ N, 10° 20′ 12″ O             | Alter Friedhof                                                  | | 37711152                                             |                |
| Graupenstraße 9 51° 48′ 16″ N, 10° 20′ 10″ O           | Gymnasium, heute Verwaltungsgebäude                             | Clausthaler Gymnasium (Lyceum) von 1845 bis 1905, heute Staatliches Baumanagement, das Objekt gehört zu der Gruppe „Graupenstraße 9, 11“ mit der ID 37678899. | 37707869                                             | Weitere Bilder |
| Graupenstraße 11 51° 48′ 15″ N, 10° 20′ 12″ O          | Schule                                                          | Lage Clausthal, das Objekt gehört zu der Gruppe „Graupenstraße 9, 11“ mit der ID 37678899. | 37707894                                             |                |
| Graupenstraße 12 51° 48′ 15″ N, 10° 20′ 11″ O          | Wohnhaus                                                        | | 37713154                                             |                |
| Innerstetalstraße 51° 46′ 45″ N, 10° 18′ 14″ O         | Brücke                                                          | | 37712207                                             | BW             |
| K 38/K 39 51° 48′ 6″ N, 10° 21′ 20″ O                  | Gedenkstein                                                     | | 37712746                                             | BW             |
| Klosterhof 2 51° 48′ 58″ N, 10° 19′ 33″ O              | Hofanlage und Torbogen                                          | ehemaliger Klosterhof, heute Altersheim | 37710127/1/-/ 37713175, 37710127                     | BW             |
| Kronenplatz 2 51° 48′ 23″ N, 10° 20′ 11″ O             | Postamt                                                         | | 37711178                                             | BW             |
| Kronenplatz 3 51° 48′ 25″ N, 10° 20′ 9″ O              | Hotel Goldene Krone                                             | | 37711203                                             | Weitere Bilder |
| Kronenplatz 6 51° 48′ 24″ N, 10° 20′ 11″ O             | Wohn- und Geschäftshaus                                         | Lage Clausthal, das Objekt gehört zu der Gruppe „Kronenplatz 6, 8, 10“ mit der ID 37678446. | 37714571                                             |                |
| Kronenplatz 6 51° 48′ 24″ N, 10° 20′ 12″ O             | Stall                                                           | Lage Clausthal, das Objekt gehört zu der Gruppe „Kronenplatz 6, 8, 10“ mit der ID 37678446. | 37714549                                             |                |
| Kronenplatz 8 51° 48′ 25″ N, 10° 20′ 12″ O             |                                                                 | Lage Clausthal, das Objekt gehört zu der Gruppe „Kronenplatz 6, 8, 10“ mit der ID 37678446. | 37714617                                             |                |
| Kronenplatz 8 51° 48′ 24″ N, 10° 20′ 12″ O             | Stall                                                           | Lage Clausthal, das Objekt gehört zu der Gruppe „Kronenplatz 6, 8, 10“ mit der ID 37678446. | 37714595                                             |                |
| Kronenplatz 10 51° 48′ 25″ N, 10° 20′ 12″ O            | Wohnhaus                                                        | Lage Clausthal, das Objekt gehört zu der Gruppe „Kronenplatz 6, 8, 10“ mit der ID 37678446. | 37714663                                             |                |
| Kronenplatz 10 51° 48′ 24″ N, 10° 20′ 13″ O            | Stall                                                           | Lage Clausthal, das Objekt gehört zu der Gruppe „Kronenplatz 6, 8, 10“ mit der ID 37678446. | 37714641                                             |                |
| Kronenplatz 7 51° 48′ 26″ N, 10° 20′ 10″ O             | Wohnhaus                                                        | | 37711229                                             |                |
| Kronenplatz 12 51° 48′ 26″ N, 10° 20′ 13″ O            | Robert-Koch-Haus                                                | | 37711253                                             |                |
| Marienschacht 1 51° 47′ 58″ N, 10° 21′ 24″ O           | Zechenhaus                                                      | Lage Clausthal, das Objekt gehört zu der Gruppe „Königin-Marie-Schacht“ mit der ID 37679009. | 37708317                                             | BW             |
| Marienschacht 2 51° 47′ 58″ N, 10° 21′ 22″ O           | Betriebsgebäude                                                 | Lage Clausthal, das Objekt gehört zu der Gruppe „Königin-Marie-Schacht“ mit der ID 37679009. | 37708215                                             | BW             |
| Marienschacht 3 51° 47′ 59″ N, 10° 21′ 21″ O           | Betriebsgebäude                                                 | Lage Clausthal, das Objekt gehört zu der Gruppe „Königin-Marie-Schacht“ mit der ID 37679009. | 37708240                                             | BW             |
| Marienschacht 5 51° 47′ 59″ N, 10° 21′ 25″ O           | Zimmerei                                                        | Lage Clausthal, das Objekt gehört zu der Gruppe „Königin-Marie-Schacht“ mit der ID 37679009. | 37708290                                             | BW             |
| Marienschacht 51° 47′ 59″ N, 10° 21′ 22″ O             | Betriebsgebäude                                                 | Lage Clausthal, das Objekt gehört zu der Gruppe „Königin-Marie-Schacht“ mit der ID 37679009. | 37708265                                             | BW             |
| Marktstraße 1 51° 48′ 55″ N, 10° 20′ 13″ O             | Hotel und Anbauten                                              | Hotel, Gaststätte, Saalbau, Lage Zellerfeld, das Objekt gehört zu der Denkmal-Gruppe „Kirchplatz Zellerfeld“ mit der ID 37678669. | 37713855/1/-/ 37716134, 37713855                     |                |
| Marktstraße 9 51° 48′ 57″ N, 10° 20′ 8″ O              | Gerichtsgebäude mit Anbauten                                    | Lage Zellerfeld, das Objekt gehört zu der Denkmal-Gruppe „Kirchplatz Zellerfeld“ mit der ID 37678669. | 37713877/1/-/ 37716160, 37713877                     | Weitere Bilder |
| Marktstraße 17 51° 48′ 59″ N, 10° 20′ 4″ O             | Wohnhaus                                                        | | 37712767                                             | BW             |
| Marktstraße 37 51° 49′ 2″ N, 10° 19′ 55″ O             | Wohnhaus                                                        | | 37712792                                             | BW             |
| Mittelmühle 1 51° 49′ 56″ N, 10° 20′ 58″ O             | Wassermühle                                                     | Mittelmühle, Lage Zellerfeld, das Objekt gehört zu der Denkmal-Gruppe „Mittelmühle“ mit der ID 37678833. | 37706356/1/-/ 37709044, 37706356                     | BW             |
| Mittelmühle 51° 49′ 56″ N, 10° 20′ 58″ O               | Wirtschaftsgebäude                                              | ehemaliges Sägewerk Mittelmühle, Lage Zellerfeld, das Objekt gehört zu der Denkmal-Gruppe „Mittelmühle“ mit der ID 37678833. | 37709070                                             | BW             |
| Mittelmühle 51° 49′ 53″ N, 10° 20′ 53″ O               | Mühlenteich                                                     | Lage Zellerfeld, das Objekt gehört zu der Denkmal-Gruppe „Mittelmühle“ mit der ID 37678833. | 37706588                                             | BW             |
| Mittelmühle 51° 49′ 54″ N, 10° 20′ 56″ O               | Mühlengraben                                                    | Lage Zellerfeld, das Objekt gehört zu der Denkmal-Gruppe „Mittelmühle“ mit der ID 37678833. | 37706565                                             | BW             |
| Mühlenstraße 12/14 51° 48′ 9″ N, 10° 19′ 40″ O         |                                                                 | Lage Clausthal, das Objekt gehört zu der Gruppe „Mühlenstraße 12/14“ | 37678270                                             | BW             |
| Mühlenstraße 26 51° 48′ 8″ N, 10° 19′ 38″ O            | Wohnhaus und Stall/Speicher                                     | Lage Clausthal, das Objekt gehört zu der Gruppe „Mühlenstraße 26-32“ mit der ID 37678397. | 37714687/1/-/ 37714709, 37714687                     | BW             |
| Mühlenstraße 28 51° 48′ 7″ N, 10° 19′ 38″ O            | Wohnhaus und Stall/Speicher                                     | Lage Clausthal, das Objekt gehört zu der Gruppe „Mühlenstraße 26-32“ mit der ID 37678397. | 37714733/1/-/ 37714755, 37714733                     | BW             |
| Mühlenstraße 30 51° 48′ 7″ N, 10° 19′ 37″ O            | Wohnhaus und Stall/Speicher                                     | Lage Clausthal, das Objekt gehört zu der Gruppe „Mühlenstraße 26-32“ mit der ID 37678397. | 37714779/1/-/ 37714801, 37714779                     | BW             |
| Mühlenstraße 32 51° 48′ 7″ N, 10° 19′ 37″ O            | Wohnhaus und Stall/Speicher                                     | Lage Clausthal, das Objekt gehört zu der Gruppe „Mühlenstraße 26-32“ mit der ID 37678397. | 37714825/1/-/ 37714847, 37714825                     | BW             |
| Mühlenstraße 51° 48′ 7″ N, 10° 19′ 35″ O               | Gedenkstätte                                                    | | 37711279                                             | BW             |
| Obere Innerste 1 51° 46′ 50″ N, 10° 18′ 12″ O          | Wohnhaus mit Nebengebäude                                       | Lage Clausthal, das Objekt gehört zu der Gruppe „Forellenhof“ mit der ID 37679124. | 37709119/1/-/ 37709095, 37709119                     | BW             |
| Osteröder Straße 4 51° 48′ 13″ N, 10° 19′ 57″ O        | Villa                                                           | Früher Dienstwohnungen für Beamte des Oberbergamt Clausthal, heute Studentenkneipe „Anno Tobak“, das Objekt gehört zu der Denkmal-Gruppe „Silberstraße/Osteröder Straße“ mit der ID 37678865. | 37708342                                             |                |
| Osteröder Straße 6 51° 48′ 11″ N, 10° 19′ 54″ O        | Münze                                                           | | 37711380                                             |                |
| Osteröder Straße 8 51° 48′ 9″ N, 10° 19′ 55″ O         | Wohnhaus                                                        | | 37711406                                             | BW             |
| Osteröder Straße 8 51° 48′ 8″ N, 10° 19′ 54″ O         | Nebengebäude                                                    | | 37710279                                             | BW             |
| Osteröder Straße 13 51° 48′ 7″ N, 10° 19′ 56″ O        | Wohnhaus                                                        | | 37711433                                             | BW             |
| Osteröder Straße 21 51° 48′ 5″ N, 10° 19′ 55″ O        | Wohnhaus mit Stallspeicher-Anbau                                | | 37710192/1/-/ 37711457, 37710192                     | BW             |
| Osteröder Straße 60 51° 47′ 54″ N, 10° 19′ 48″ O       | Wohnhaus und Wirtschaftsgebäude                                 | Lage Clausthal, das Objekt gehört zu der Gruppe „Osteröder Straße 60“ mit der ID 37678365. | 37714871/1/-/ 37714894, 37714871                     |                |
| Osteröder Straße 64 51° 47′ 52″ N, 10° 19′ 47″ O       | Wohnhaus und Stall/Speicher                                     | Lage Clausthal, das Objekt gehört zu der Gruppe „Osteröder Straße 64“ mit der ID 37678381. | 37714918/1/-/ 37714940, 37714918                     |                |
| Paul-Ernst-Straße 2 51° 48′ 22″ N, 10° 20′ 19″ O       | Schulgebäude Berg- und Hüttenschule                             | Schulgebäude Berg- und Hüttenschule, heute Fachschule für Wirtschaft und Technik, Lage Clausthal, das Objekt gehört zu der Denkmal-Gruppe „Paul-Ernst-Straße I“ mit der ID 37678780. | 37715010                                             |                |
| Paul-Ernst-Straße 2 51° 48′ 22″ N, 10° 20′ 20″ O       | Werkstatt                                                       | Berg- und Hüttenschule, Lage Clausthal, das Objekt gehört zu der Denkmal-Gruppe „Paul-Ernst-Straße I“ mit der ID 37678780. | 37715035                                             |                |
| Paul-Ernst-Straße 4 51° 48′ 24″ N, 10° 20′ 20″ O       | Laboratorium                                                    | Institut für anorganische Chemie, Lage Clausthal, das Objekt gehört zu der Denkmal-Gruppe „Paul-Ernst-Straße I“ mit der ID 37678780. | 37715060                                             |                |
| Paul-Ernst-Straße 6 51° 48′ 25″ N, 10° 20′ 21″ O       | Wohnhaus                                                        | Professorenvilla, Lage Clausthal, das Objekt gehört zu der Denkmal-Gruppe „Paul-Ernst-Straße“ mit der ID 37678765. | 37715087                                             |                |
| Paul-Ernst-Straße 8 51° 48′ 26″ N, 10° 20′ 21″ O       | Wohnhaus                                                        | Professorenvilla, Lage Clausthal, das Objekt gehört zu der Denkmal-Gruppe „Paul-Ernst-Straße“ mit der ID 37678765. | 37715112                                             |                |
| Paul-Ernst-Straße 10 51° 48′ 27″ N, 10° 20′ 20″ O      | Villa                                                           | Lage Clausthal, das Objekt gehört zu der Denkmal-Gruppe „Paul-Ernst-Straße“ mit der ID 37678765. | 37715137                                             |                |
| Ringer Zechenhaus 1 51° 49′ 8″ N, 10° 19′ 36″ O        | Wohnhaus und Anbau                                              | Lage Zellerfeld, das Objekt gehört zu der Denkmal-Gruppe „Ringer Zechenhaus“ mit der ID 37684521. | 37706448/1/-/ 37709395, 37706448                     | BW             |
| Ringer Zechenhaus 51° 49′ 9″ N, 10° 19′ 36″ O          | Nebengebäude                                                    | Lage Zellerfeld, das Objekt gehört zu der Denkmal-Gruppe „Ringer Zechenhaus“ mit der ID 37684521. | 37709964                                             | BW             |
| Ringer Zechenhaus 51° 49′ 7″ N, 10° 19′ 37″ O          | Alleen                                                          | Lage Zellerfeld, das Objekt gehört zu der Denkmal-Gruppe „Ringer Zechenhaus“ mit der ID 37684521. | 37705719                                             | BW             |
| Robert-Koch-Straße 32 51° 48′ 28″ N, 10° 20′ 22″ O     | Institut für Maschinenwesen (Hochschulgebäude)                  | Fritz-Süchting-Institut, Lage Clausthal, das Objekt gehört zu der Denkmal-Gruppe „Universitätsviertel Bergakademie“ mit der ID 37678798. | 37715186                                             |                |
| Robert-Koch-Straße 51° 48′ 26″ N, 10° 20′ 32″ O        | Naturparkanlage                                                 | Die Örtlichkeit wird auch „Spittelwiesen“ genannt. Es handelt sich um eine Rasenfläche mit einigen Fußwegen, die zur Robert-Koch-Straße mit einer Hecke abgetrennt ist. Lage Clausthal, das Objekt gehört zu der Denkmal-Gruppe „Universitätsviertel Bergakademie“ mit der ID 37678798. | 37713506                                             | BW             |
| Rollplatz 13 51° 48′ 5″ N, 10° 20′ 21″ O               | Wohnhaus und Tischlerei                                         | Lage Clausthal, das Objekt gehört zu der Denkmal-Gruppe „Rollplatz 13-19“ mit der ID 37684467. | 37715209/1/-/ 37709884, 37715209                     |                |
| Rollplatz 15 51° 48′ 5″ N, 10° 20′ 21″ O               | Wohnhaus                                                        | Lage Clausthal, das Objekt gehört zu der Denkmal-Gruppe „Rollplatz 13-19“ mit der ID 37684467. | 37708441                                             |                |
| Rollplatz 17 51° 48′ 5″ N, 10° 20′ 21″ O               | Wohnhaus                                                        | Lage Clausthal, das Objekt gehört zu der Denkmal-Gruppe „Rollplatz 13-19“ mit der ID 37684467. | 37709912                                             |                |
| Rollplatz 19 51° 48′ 4″ N, 10° 20′ 22″ O               | Wohnhaus mit Gewölbekeller                                      | Lage Clausthal, das Objekt gehört zu der Denkmal-Gruppe „Rollplatz 13-19“ mit der ID 37684467. | 37706111/1/-/ 37708469, 37706111                     |                |
| Rollstraße 2 51° 48′ 12″ N, 10° 20′ 4″ O               | Ehemalige Ratsapotheke                                          | Lage Clausthal, das Objekt gehört zu der Gruppe „An der Marktkirche“ mit der ID 37678849. | 37708498                                             | Weitere Bilder |
| Rollstraße 2 51° 48′ 12″ N, 10° 20′ 5″ O               | Einfriedung                                                     | Lage Clausthal, das Objekt gehört zu der Gruppe „An der Marktkirche“ mit der ID 37678849. | 37706312                                             | Weitere Bilder |
| Rollstraße 2 51° 48′ 11″ N, 10° 20′ 4″ O               | Stall                                                           | Lage Clausthal, das Objekt gehört zu der Gruppe „An der Marktkirche“ mit der ID 37678849. | 37708524                                             | Weitere Bilder |
| Rollstraße 2 51° 48′ 11″ N, 10° 20′ 3″ O               | Wirtschaftsgebäude                                              | Lage Clausthal, das Objekt gehört zu der Gruppe „An der Marktkirche“ mit der ID 37678849. | 37708548                                             | Weitere Bilder |
| Rollstraße 6 51° 48′ 11″ N, 10° 20′ 6″ O               | Wohnhaus                                                        | | 37711528                                             | BW             |
| Rollstraße 15 51° 48′ 9″ N, 10° 20′ 11″ O              | Wohnhaus mit Stall/Speicher                                     | Lage Clausthal, das Objekt gehört zu der Denkmal-Gruppe „Rollstraße 15“ mit der ID 37678414. | 37715209/1/-/ 37715231, 37715209                     | BW             |
| Rollstraße 16 51° 48′ 9″ N, 10° 20′ 8″ O               | Stall/Speicher                                                  | Lage Clausthal, das Objekt gehört zu der Denkmal-Gruppe „Rollstraße 16, 18“ mit der ID 37678430. | 37715262                                             | BW             |
| Rollstraße 18 51° 48′ 9″ N, 10° 20′ 8″ O               | Stall/Speicher                                                  | Lage Clausthal, das Objekt gehört zu der Denkmal-Gruppe „Rollstraße 16, 18“ mit der ID 37678430. | 37715284                                             | BW             |
| Rollstraße 19 51° 48′ 9″ N, 10° 20′ 13″ O              | Stall/Speicher                                                  | | 37711552                                             | BW             |
| Rollstraße 34 51° 48′ 7″ N, 10° 20′ 12″ O              | Stall/Speicher                                                  | | 37711573                                             | BW             |
| Sägemüllerstraße 12 51° 48′ 5″ N, 10° 19′ 58″ O        | Wohnhaus                                                        | Lage Clausthal, das Objekt gehört zu der Denkmal-Gruppe „Sägemüllerstraße 12, 14“ mit der ID 37678916. | 37708593                                             | BW             |
| Sägemüllerstraße 14 51° 48′ 5″ N, 10° 19′ 58″ O        | Wohnhaus                                                        | Lage Clausthal, das Objekt gehört zu der Denkmal-Gruppe „Sägemüllerstraße 12, 14“ mit der ID 37678916. | 37708617                                             | BW             |
| Sägemüllerstraße 41 51° 48′ 1″ N, 10° 19′ 58″ O        | Wohnhaus                                                        | | 37711596                                             | BW             |
| Sägemüllerstraße 43 51° 48′ 0″ N, 10° 19′ 58″ O        | Wohnhaus                                                        | | 37711620                                             | BW             |
| Sägemüllerstraße 69 51° 47′ 51″ N, 10° 20′ 1″ O        | Wohn-/Wirtschaftsgebäude                                        | | 37711644                                             |                |
| Schulstraße 51° 48′ 13″ N, 10° 20′ 27″ O               | Friedhof                                                        | Lage Clausthal, das Objekt gehört zu der Gruppe „Neuer Friedhof“ mit der ID 37678931. | 37708641                                             | BW             |
| Schulstraße 51° 48′ 12″ N, 10° 20′ 21″ O               | Kapelle                                                         | Lage Clausthal, das Objekt gehört zu der Gruppe „Neuer Friedhof“ mit der ID 37678931. | 37708663                                             |                |
| Schulstraße 1 51° 48′ 15″ N, 10° 20′ 7″ O              | Wohnhaus                                                        | Lage Clausthal, das Objekt gehört zu der Gruppe „An der Marktkirche“ mit der ID 37678849. | 37708879                                             |                |
| Schulstraße 8 51° 48′ 13″ N, 10° 20′ 10″ O             | Wohn-/Geschäftshaus                                             | | 37711668                                             |                |
| Schulstraße 8 51° 48′ 12″ N, 10° 20′ 11″ O             | Ladenanbau                                                      | | 37710350                                             |                |
| Schulstraße 41 51° 48′ 9″ N, 10° 20′ 19″ O             | Wohnhaus                                                        | Lage Clausthal, das Objekt gehört zu der Denkmal-Gruppe „Schulstraße 41, 45“ mit der ID 37678946. | 37708903                                             |                |
| Schulstraße 45 51° 48′ 8″ N, 10° 20′ 18″ O             | Wohnhaus                                                        | Lage Clausthal, das Objekt gehört zu der Denkmal-Gruppe „Schulstraße 41, 45“ mit der ID 37678946. | 37708996                                             |                |
| Schulstraße 45 51° 48′ 8″ N, 10° 20′ 19″ O             | Werkstatt                                                       | Lage Clausthal, das Objekt gehört zu der Denkmal-Gruppe „Schulstraße 41, 45“ mit der ID 37678946. | 37708972                                             |                |
| Schützenstraße 15 51° 49′ 6″ N, 10° 19′ 55″ O          | Wohnhaus                                                        | | 37712817                                             | BW             |
| Schützenstraße 25 51° 49′ 7″ N, 10° 19′ 57″ O          | Wohnhaus                                                        | Lage Zellerfeld, das Objekt gehört zu der Denkmal-Gruppe „Schützenstraße 25-33“ mit der ID 37678526. | 37716335                                             | BW             |
| Schützenstraße 27 51° 49′ 8″ N, 10° 19′ 57″ O          | Wohnhaus                                                        | Lage Zellerfeld, das Objekt gehört zu der Denkmal-Gruppe „Schützenstraße 25-33“ mit der ID 37678526. | 37716359                                             | BW             |
| Schützenstraße 29 51° 49′ 8″ N, 10° 19′ 58″ O          | Wohnhaus                                                        | Lage Zellerfeld, das Objekt gehört zu der Denkmal-Gruppe „Schützenstraße 25-33“ mit der ID 37678526. | 37716383                                             | BW             |
| Schützenstraße 33 51° 49′ 8″ N, 10° 19′ 58″ O          | Wohnhaus und Anbau                                              | Lage Zellerfeld, das Objekt gehört zu der Denkmal-Gruppe „Schützenstraße 25-33“ mit der ID 37678526. | 37713617/1/-/ 37716430, 37713617                     | BW             |
| Schützenstraße 43 51° 49′ 10″ N, 10° 20′ 0″ O          | Wohnhaus, Gewölbekeller, Gang                                   | | 37710467, 37710016/1/-/ 37713131, 37710467, 37710016 | BW             |
| Seilerstraße 9 51° 48′ 5″ N, 10° 20′ 10″ O             | Wohnhaus                                                        | | 37711693                                             | BW             |
| Seilerstraße 11 51° 48′ 4″ N, 10° 20′ 9″ O             | Wohnhaus                                                        | | 37711718                                             | BW             |
| Silbernaal 1 51° 48′ 18″ N, 10° 17′ 14″ O              | Wohnhaus mit Anbau und Nebengebäude                             | ehemaliges Zechenhaus, Lage Clausthal, das Objekt gehört zu der Gruppe „Meding-Schacht“ mit der ID 37679107. | 37706496, 37706837/1/-/ 37706811, 37706496, 37706837 | BW             |
| Silbernaal 3 51° 48′ 14″ N, 10° 17′ 12″ O              | Wohnhaus                                                        | ehemaliges Zechenhaus, Lage Clausthal, das Objekt gehört zu der Gruppe „Meding-Schacht“ mit der ID 37679107. | 37706761                                             | BW             |
| Silbernaal 51° 48′ 13″ N, 10° 17′ 14″ O                | Betriebsgebäude                                                 | Lage Clausthal, das Objekt gehört zu der Gruppe „Meding-Schacht“ mit der ID 37679107. | 37706735                                             | BW             |
| Silbernaal 51° 48′ 13″ N, 10° 17′ 14″ O                | Stollenmundloch                                                 | Lage Clausthal, das Objekt gehört zu der Gruppe „Meding-Schacht“ mit der ID 37679107. | 37706710                                             | BW             |
| Silbernaal 51° 48′ 15″ N, 10° 17′ 15″ O                | Schachthalle mit Fördergerüst                                   | Lage Clausthal, das Objekt gehört zu der Gruppe „Meding-Schacht“ mit der ID 37679107. | 37706656/1/-/ 37705954, 37706656                     | Weitere Bilder |
| Silbernaal 51° 48′ 15″ N, 10° 17′ 15″ O                | Pförtnerhaus                                                    | Lage Clausthal, das Objekt gehört zu der Gruppe „Meding-Schacht“ mit der ID 37679107. | 37706786                                             | BW             |
| Silbernaal 51° 48′ 17″ N, 10° 17′ 13″ O                | Verwaltungsgebäude                                              | Lage Clausthal, das Objekt gehört zu der Gruppe „Meding-Schacht“ mit der ID 37679107. | 37706683                                             | BW             |
| Silbernaal 51° 48′ 16″ N, 10° 17′ 14″ O                | Waschkaue                                                       | Lage Clausthal, das Objekt gehört zu der Gruppe „Meding-Schacht“ mit der ID 37679107. | 37705813                                             | BW             |
| Silbernaal 51° 48′ 5″ N, 10° 17′ 25″ O                 | Wassergraben                                                    | Haus Braunschweiger Graben, Lage Clausthal, das Objekt gehört zu der Gruppe „Meding-Schacht“ mit der ID 37679107. | 37709753                                             | BW             |
| Silbernaal 51° 48′ 12″ N, 10° 17′ 13″ O                | Bahnstrecke                                                     | Innerstetalbahn, Lage Clausthal, das Objekt gehört zu der Gruppe „Meding-Schacht“ mit der ID 37679107. | 37709859                                             | BW             |
| Silbernaal 51° 48′ 22″ N, 10° 17′ 1″ O                 | Freileitungsmast                                                | Lage Clausthal, das Objekt gehört zu der Gruppe „Meding-Schacht“ mit der ID 37679107. | 37709806                                             | BW             |
| Silbernaal 51° 48′ 22″ N, 10° 17′ 0″ O                 | Trafohaus                                                       | Lage Clausthal, das Objekt gehört zu der Gruppe „Meding-Schacht“ mit der ID 37679107. | 37709781                                             | BW             |
| Silbernaal 51° 48′ 19″ N, 10° 16′ 57″ O                | Erzaufbereitung                                                 | Lage Clausthal, das Objekt gehört zu der Gruppe „Meding-Schacht“ mit der ID 37679107. | 37709727                                             | BW             |
| Silbernaal 51° 48′ 19″ N, 10° 17′ 0″ O                 | Turbine                                                         | Lage Clausthal, das Objekt gehört zu der Gruppe „Meding-Schacht“ mit der ID 37679107. | 37705744                                             | BW             |
| Silbernaal 51° 48′ 17″ N, 10° 17′ 5″ O                 | Pulverkammer                                                    | Lage Clausthal, das Objekt gehört zu der Gruppe „Meding-Schacht“ mit der ID 37679107. | 37706021                                             | BW             |
| Silbernaal 51° 48′ 17″ N, 10° 17′ 5″ O                 | Steinbruch                                                      | Lage Clausthal, das Objekt gehört zu der Gruppe „Meding-Schacht“ mit der ID 37679107. | 37709832                                             | BW             |
| Silberstraße 1 51° 48′ 14″ N, 10° 19′ 55″ O            | Villa                                                           | Früher Dienstwohnungen für Beamte des Oberbergamt Clausthal, heute Studentenzentrum der TU Clausthal, beherbergt u.a. den AStA, die psychosoziale Beratungsstelle und den Kellerclub. Das Objekt gehört zu der Denkmal-Gruppe „Silberstraße/Osteröder Straße“ mit der ID 37678865. | 37709020                                             |                |
| Sorge 3 51° 48′ 23″ N, 10° 20′ 2″ O                    | Wohnhaus                                                        | | 37711743                                             |                |
| Sorge 10 51° 48′ 24″ N, 10° 20′ 3″ O                   | Wohnhaus                                                        | | 37711768                                             |                |
| Sorge 16 51° 48′ 24″ N, 10° 20′ 1″ O                   | Stall/Speicher                                                  | | 37711793                                             |                |
| Sorge 26 51° 48′ 21″ N, 10° 19′ 56″ O                  | Wohnhaus                                                        | | 42041863                                             |                |
| Sorge 27 51° 48′ 18″ N, 10° 19′ 51″ O                  | Wohnhaus                                                        | | 37711839                                             |                |
| Spiegelthaler Straße 1 51° 49′ 4″ N, 10° 20′ 22″ O     | Wohnhaus                                                        | | 37712840                                             | BW             |
| Spiegelthaler Straße 13 51° 49′ 7″ N, 10° 20′ 15″ O    | Wohn-/Wirtschaftsgebäude                                        | | 37712864                                             | BW             |
| Teichstraße 2 51° 48′ 52″ N, 10° 20′ 11″ O             | Villa                                                           | | 37712888                                             |                |
| Teichstraße 2 51° 48′ 51″ N, 10° 20′ 11″ O             | Staketenzaun                                                    | | 37710082                                             | BW             |
| Teichstraße 2 51° 48′ 52″ N, 10° 20′ 12″ O             | Gartenlaube                                                     | | 37710488                                             | BW             |
| Teichstraße 5 51° 48′ 54″ N, 10° 20′ 7″ O              | Wohnhaus                                                        | | 37712912                                             | BW             |
| Telemannstraße 11 51° 48′ 52″ N, 10° 20′ 1″ O          | Wohnhaus                                                        | Lage Zellerfeld, das Objekt gehört zu der Denkmal-Gruppe „Telemannstraße“ mit der ID 37678704. | 37716621                                             | BW             |
| Telemannstraße 13 51° 48′ 52″ N, 10° 20′ 0″ O          | Wohnhaus                                                        | Lage Zellerfeld, das Objekt gehört zu der Denkmal-Gruppe „Telemannstraße“ mit der ID 37678704. | 37716670                                             | BW             |
| Telemannstraße 15 51° 48′ 52″ N, 10° 20′ 0″ O          | Wohnhaus                                                        | Lage Zellerfeld, das Objekt gehört zu der Denkmal-Gruppe „Telemannstraße“ mit der ID 37678704. | 37716719                                             | BW             |
| Telemannstraße 17 51° 48′ 52″ N, 10° 19′ 59″ O         | Wohnhaus                                                        | Lage Zellerfeld, das Objekt gehört zu der Denkmal-Gruppe „Telemannstraße“ mit der ID 37678704. | 37716768                                             | BW             |
| Telemannstraße 21 51° 48′ 53″ N, 10° 19′ 58″ O         | Wohnhaus                                                        | Lage Zellerfeld, das Objekt gehört zu der Denkmal-Gruppe „Telemannstraße“ mit der ID 37678704. | 37716818                                             | BW             |
| Thomas-Merten-Platz 1 51° 49′ 1″ N, 10° 20′ 6″ O       | ehemaliges Postgebäude                                          | Lage Zellerfeld, das Objekt gehört zu der Denkmal-Gruppe „Marktplatz Zellerfeld“ mit der ID 37678688. | 37716866                                             |                |
| Thomas-Merten-Platz 1 51° 49′ 0″ N, 10° 20′ 5″ O       | Glockenspiel                                                    | Gebaut 1987 aus Spendengeldern. Zunächst mit Lochstreifen betrieben, seit 1990 digital. Lage Zellerfeld, das Objekt gehört zu der Denkmal-Gruppe „Marktplatz Zellerfeld“ mit der ID 37678688. | 37713788                                             | Weitere Bilder |
| Treuerstraße 6 51° 49′ 4″ N, 10° 20′ 3″ O              | Wohnhaus                                                        | Einzeldenkmal | 37712936                                             | BW             |
| Treuerstraße 14 51° 49′ 8″ N, 10° 20′ 6″ O             | Wohnhaus                                                        | | 37712960                                             | BW             |
| Treuerstraße 19 51° 49′ 5″ N, 10° 20′ 0″ O             | Wohnhaus                                                        | | 37712985                                             |                |
| Treuerstraße 28 51° 49′ 13″ N, 10° 20′ 10″ O           | Wohnhaus                                                        | | 37713009                                             | BW             |
| Treuerstraße 31 51° 49′ 8″ N, 10° 20′ 4″ O             | Wohnhaus                                                        | Lage Zellerfeld, das Objekt gehört zu der Denkmal-Gruppe „Treuerstraße 31, 33, 35“ mit der ID 37679278. | 37709425                                             | BW             |
| Treuerstraße 31 51° 49′ 8″ N, 10° 20′ 3″ O             | Hintergebäude                                                   | Lage Zellerfeld, das Objekt gehört zu der Denkmal-Gruppe „Treuerstraße 31, 33, 35“ mit der ID 37679278. | 37706090                                             | BW             |
| Treuerstraße 33 51° 49′ 8″ N, 10° 20′ 4″ O             | Wohnhaus                                                        | Lage Zellerfeld, das Objekt gehört zu der Denkmal-Gruppe „Treuerstraße 31, 33, 35“ mit der ID 37679278. | 37709450                                             | BW             |
| Treuerstraße 35 51° 49′ 9″ N, 10° 20′ 4″ O             | Wohnhaus                                                        | Lage Zellerfeld, das Objekt gehört zu der Denkmal-Gruppe „Treuerstraße 31, 33, 35“ mit der ID 37679278. | 37709474                                             | BW             |
| Treuerzipfel 1 51° 48′ 59″ N, 10° 20′ 1″ O             | Wohnhaus                                                        | | 37713033                                             | BW             |
| Treuerzipfel 8 51° 48′ 58″ N, 10° 19′ 59″ O            | Wohnhaus und Hintergebäude                                      | Lage Zellerfeld, das Objekt gehört zu der Denkmal-Gruppe „Treuerzipfel 8, 9, 12, 13“ mit der ID 37678816. | 37713704/1/-/ 37716891, 37713704                     | BW             |
| Treuerzipfel 9 51° 48′ 58″ N, 10° 19′ 59″ O            | Wohnhaus und Hintergebäude                                      | Lage Zellerfeld, das Objekt gehört zu der Denkmal-Gruppe „Treuerzipfel 8, 9, 12, 13“ mit der ID 37678816. | 37713725/1/-/ 37716916, 37713725                     | BW             |
| Treuerzipfel 12 51° 48′ 57″ N, 10° 20′ 0″ O            | Wohnhaus                                                        | Lage Zellerfeld, das Objekt gehört zu der Denkmal-Gruppe „Treuerzipfel 8, 9, 12, 13“ mit der ID 37678816. | 37716941                                             | BW             |
| Treuerzipfel 13 51° 48′ 56″ N, 10° 19′ 58″ O           | Wohnhaus                                                        | Lage Zellerfeld, das Objekt gehört zu der Denkmal-Gruppe „Treuerzipfel 8, 9, 12, 13“ mit der ID 37678816. | 37716965                                             | BW             |
| Waldweben 4 51° 49′ 15″ N, 10° 19′ 21″ O               | Radstube                                                        | Lage Zellerfeld, das Objekt gehört zu der Denkmal-Gruppe „Radstube Jungfrauer Schacht“ mit der ID 37679073. | 37709612                                             | Weitere Bilder |
| Waldweben 4 51° 49′ 15″ N, 10° 19′ 20″ O               | Trockenmauer                                                    | Lage Zellerfeld, das Objekt gehört zu der Denkmal-Gruppe „Radstube Jungfrauer Schacht“ mit der ID 37679073. | 37709634                                             | BW             |
| Waldweben 4 51° 49′ 16″ N, 10° 19′ 21″ O               | Brücke                                                          | Lage Zellerfeld, das Objekt gehört zu der Denkmal-Gruppe „Radstube Jungfrauer Schacht“ mit der ID 37679073. | 37709658                                             | BW             |
| Wegesmühle 1 51° 49′ 54″ N, 10° 21′ 13″ O              | Wassermühle                                                     | Wegesmühle | 37710059/1/-/ 37712180, 37710059                     | BW             |
| Voigtslust 51° 48′ 45″ N, 10° 21′ 9″ O                 | Ehemaliges Hotelgebäude, heute Jugendheim                       | Lage Clausthal, das Objekt gehört zu der Gruppe „Jugendheim Stefansstift“ mit der ID 37679090. | 37709567                                             |                |
| Voigtslust 51° 48′ 45″ N, 10° 21′ 7″ O                 | Nebengebäude                                                    | Lage Clausthal, das Objekt gehört zu der Gruppe „Jugendheim Stefansstift“ mit der ID 37679090. | 37709589                                             | BW             |
| Zellweg 6 51° 48′ 52″ N, 10° 20′ 12″ O                 | Wohnhaus                                                        | | 37713056                                             | BW             |
| Zellweg 15 51° 49′ 1″ N, 10° 20′ 18″ O                 | Scheune                                                         | | 37713081                                             | BW             |
| Zellweg 26 51° 48′ 58″ N, 10° 20′ 18″ O                | Wohnhaus mit Anbau                                              | | 37713530/1/-/ 37717107, 37713530                     | BW             |
| Windmühlenstraße 1 51° 48′ 27″ N, 10° 20′ 2″ O         | Krankenhaus                                                     | Robert-Koch-Krankenhaus | 37711863                                             | BW             |
| Zehntnerstraße 1 51° 48′ 8″ N, 10° 19′ 53″ O           | Wohnhaus                                                        | | 37711889                                             | BW             |
| Zehntnerstraße 23 51° 48′ 10″ N, 10° 19′ 47″ O         | Wohnhaus                                                        | | 37711915                                             | BW             |
| Zellbach 4 51° 48′ 37″ N, 10° 20′ 14″ O                | Wohnhaus                                                        | | 37711937                                             |                |
| Zellbach 13 51° 48′ 33″ N, 10° 20′ 13″ O               | Wohnhaus                                                        | Lage Clausthal, das Objekt gehört zu der Denkmal-Gruppe „Zellbach 13“ mit der ID 37678464. | 37715328                                             |                |
| Zellbach 13 51° 48′ 33″ N, 10° 20′ 12″ O               | Stall/Speicher                                                  | Lage Clausthal, das Objekt gehört zu der Denkmal-Gruppe „Zellbach 13“ mit der ID 37678464. | 37715306                                             |                |
| Zellbach 29 51° 48′ 30″ N, 10° 20′ 14″ O               | Wohnhaus                                                        | | 37711985                                             |                |
| Zellbach 46 51° 48′ 40″ N, 10° 20′ 16″ O               | Wohnhaus                                                        | Lage Clausthal, das Objekt gehört zu der Denkmal-Gruppe „Zellbach 46“ mit der ID 37678480. | 37715372                                             |                |
| Zellbach 46 51° 48′ 40″ N, 10° 20′ 17″ O               | Stall/Speicher                                                  | Lage Clausthal, das Objekt gehört zu der Denkmal-Gruppe „Zellbach 46“ mit der ID 37678480. | 37715350                                             | BW             |
| Zellbach 55 51° 48′ 43″ N, 10° 20′ 16″ O               | Wohnhaus mit Anbau                                              | | 37710257/1/-/ 37712033, 37710257                     | BW             |
| Zellbach 62 51° 48′ 43″ N, 10° 20′ 17″ O               | Wohnhaus                                                        | | 37712058                                             |                |
| Zellbach 63 51° 48′ 44″ N, 10° 20′ 16″ O               | Wohnhaus                                                        | | 37712081                                             |                |
| Zellbach 63 51° 48′ 44″ N, 10° 20′ 16″ O               | Stallanbau                                                      | | 37710171                                             |                |
| Zellbach 80 51° 48′ 46″ N, 10° 20′ 17″ O               | Wohnhaus                                                        | Lage Clausthal, das Objekt gehört zu der Denkmal-Gruppe „Zellbach 80“ mit der ID 37678496. | 37715441                                             |                |
| Zellbach 80 51° 48′ 46″ N, 10° 20′ 17″ O               | Werkstatt                                                       | | 37715419                                             |                |
| Zellweg 6 51° 48′ 52″ N, 10° 20′ 12″ O                 | Wohnhaus                                                        | | 37713056                                             | BW             |
| Zellweg 15 51° 49′ 1″ N, 10° 20′ 18″ O                 | Scheune                                                         | | 37713081                                             | BW             |
| Zellweg 26 51° 48′ 58″ N, 10° 20′ 18″ O                | Wohnhaus mit Anbau                                              | | 37713530/1/-/ 37717107, 37713530                     | BW             |
| Zellweg 18 51° 48′ 55″ N, 10° 20′ 15″ O                | Lateinschule                                                    | ehemalige Lateinschule, Lage Zellerfeld, das Objekt gehört zu der Denkmal-Gruppe „Kirchplatz Zellerfeld“ mit der ID 37678669. | 37713572                                             |                |
| Zellweg 18 51° 48′ 55″ N, 10° 20′ 15″ O                | Seitenflügel der Lateinschule                                   | ehemalige Lateinschule, Lage Zellerfeld, das Objekt gehört zu der Denkmal-Gruppe „Kirchplatz Zellerfeld“ mit der ID 37678669. | 37716989                                             |                |
| Zellweg 20 51° 48′ 56″ N, 10° 20′ 16″ O                | Wohnhaus                                                        | Altes Primarius-Pfarrhaus und Superintendentur Zellerfeld, das Objekt gehört zu der Denkmal-Gruppe „Kirchplatz Zellerfeld“ mit der ID 37678669. | 37717037                                             | Weitere Bilder |
| Zellweg 20 51° 48′ 56″ N, 10° 20′ 17″ O                | Stall/Speicher                                                  | Lage Zellerfeld, das Objekt gehört zu der Denkmal-Gruppe „Kirchplatz Zellerfeld“ mit der ID 37678669. | 37717015                                             |                |
| Zellweg 22 51° 48′ 56″ N, 10° 20′ 16″ O                | Villa                                                           | Lage Zellerfeld, das Objekt gehört zu der Denkmal-Gruppe „Kirchplatz Zellerfeld“ mit der ID 37678669. | 37717059                                             |                |
| Zellweg 24 51° 48′ 57″ N, 10° 20′ 17″ O                | Wohnhaus                                                        | Lage Zellerfeld, das Objekt gehört zu der Denkmal-Gruppe „Kirchplatz Zellerfeld“ mit der ID 37678669. | 37717083                                             |                |
| Zellweg 34 51° 49′ 0″ N, 10° 20′ 19″ O                 | Wohnhaus                                                        | Lage Zellerfeld, das Objekt gehört zu der Denkmal-Gruppe „Zellweg 34, 36, 38“ mit der ID 37678603. | 37717132                                             | BW             |
| Zellweg 36 51° 49′ 0″ N, 10° 20′ 19″ O                 | Wohnhaus                                                        | Lage Zellerfeld, das Objekt gehört zu der Denkmal-Gruppe „Zellweg 34, 36, 38“ mit der ID 37678603. | 37717156                                             | BW             |
| Zellweg 38 51° 49′ 0″ N, 10° 20′ 20″ O                 | Wohnhaus                                                        | Lage Zellerfeld, das Objekt gehört zu der Denkmal-Gruppe „Zellweg 34, 36, 38“ mit der ID 37678603. | 37717180                                             | BW             |
| Zipfel 7 51° 48′ 12″ N, 10° 19′ 40″ O                  | Wohnhaus                                                        | | 37712132                                             | BW             |
| Zipfel 15 51° 48′ 13″ N, 10° 19′ 38″ O                 | Wohnhaus                                                        | | 37712155                                             | BW             |

### Schulenberg
| Lage                                           | Bezeichnung              | Beschreibung            | ID                               | Bild |
| ---------------------------------------------- | ------------------------ | ----------------------- | -------------------------------- | ---- |
| Festenburg 5 51° 50′ 19″ N, 10° 23′ 25″ O      | Atelier R. Kraft         | Wohnhaus mit Stallanbau | 37741126/1/-/ 37741269, 37741126 | BW   |
| Oberschulenberg 51° 49′ 56″ N, 10° 23′ 56″ O   | Lochstein                |                         | 37741296                         | BW   |
| Oberschulenberg 4 51° 49′ 50″ N, 10° 23′ 57″ O | Schulenberger Zechenhaus | Altes Zechenhaus        | 37741319                         |      |
| Oberschulenberg 6 51° 49′ 52″ N, 10° 23′ 57″ O | Wohnhaus                 |                         | 37741345                         | BW   |

### Wildemann
| Lage                                            | Bezeichnung                | Beschreibung | ID                                                                                           | Bild           |
| ----------------------------------------------- | -------------------------- | --- | -------------------------------------------------------------------------------------------- | -------------- |
| Am Badstubenberg 2 51° 49′ 33″ N, 10° 17′ 5″ O  | Wohnhaus                   | | 37758082                                                                                     |                |
| Am Gallenberg 13 51° 49′ 33″ N, 10° 16′ 58″ O   | Wohnhaus                   | Bergmannshaus | 49163836                                                                                     |                |
| Am Hüttenberg 7 51° 49′ 44″ N, 10° 16′ 53″ O    | Wohnhaus                   | Das Objekt gehört zu der Denkmal-Gruppe „Am Hüttenberg 7“ mit der ID 37684156.                                                                 | 37757820, 37757965/1/-/ 37758226, 37757820, 37757965                                         | BW             |
| Am Hüttenberg 7 51° 49′ 44″ N, 10° 16′ 52″ O    | Stall/Speicher             | Das Objekt gehört zu der Denkmal-Gruppe „Am Hüttenberg 7“ mit der ID 37684156.                                                                 | 37758255                                                                                     | BW             |
| Bahnhofstraße 6 51° 49′ 22″ N, 10° 16′ 47″ O    | Wohnhaus                   | Das Objekt gehört zu der Denkmal-Gruppe „Hoheberg-Quelle“ mit der ID 37684172.                                                                 | 37758105                                                                                     |                |
| Bahnhofstraße 6 51° 49′ 22″ N, 10° 16′ 46″ O    | Zwischentrakt              | Das Objekt gehört zu der Denkmal-Gruppe „Hoheberg-Quelle“ mit der ID 37684172.                                                                 | 37758014                                                                                     |                |
| Bahnhofstraße 7 51° 49′ 21″ N, 10° 16′ 46″ O    | Betriebsgebäude            | Das Objekt gehört zu der Denkmal-Gruppe „Hoheberg-Quelle“ mit der ID 37684172.                                                                 | 37758131                                                                                     |                |
| Bohlweg 10 51° 49′ 38″ N, 10° 17′ 1″ O          | Wohnhaus                   | | 37758377                                                                                     |                |
| Bohlweg 16 51° 49′ 37″ N, 10° 17′ 1″ O          | Wohn-/Geschäftshaus        | | 37758402                                                                                     |                |
| Bohlweg 17 51° 49′ 38″ N, 10° 17′ 2″ O          | Wohnhaus                   | | 37758425                                                                                     |                |
| Bohlweg 20 51° 49′ 37″ N, 10° 17′ 1″ O          | Wohnhaus                   | | 37758448                                                                                     |                |
| Bohlweg 34 51° 49′ 33″ N, 10° 17′ 1″ O          | Wohnhaus                   | | 37758498                                                                                     |                |
| Bohlweg 39 51° 49′ 33″ N, 10° 17′ 2″ O          | Wohnhaus                   | ehemaliges Zechenhaus | 37758523                                                                                     |                |
| Bohlweg 44 51° 49′ 30″ N, 10° 16′ 59″ O         | Wohnhaus                   | | 37758572                                                                                     |                |
| Bohlweg 60 51° 49′ 28″ N, 10° 16′ 55″ O         | Wohnhaus und Speicheranbau | | 37757894/1/-/ 37758595, 37757894                                                             |                |
| Bohlweg 64 51° 49′ 27″ N, 10° 16′ 53″ O         | Wohnhaus                   | | 37758620                                                                                     |                |
| Bohlweg 51° 49′ 26″ N, 10° 16′ 53″ O            | Park                       | Das Objekt gehört zu der Denkmal-Gruppe „Pochwerkplatz“ mit der ID 37684188.                                                                   | 37758277                                                                                     |                |
| Bohlweg 51° 49′ 25″ N, 10° 16′ 53″ O            | Kriegerdenkmal             | Das Objekt gehört zu der Denkmal-Gruppe „Pochwerkplatz“ mit der ID 37684188.                                                                   | 37758300                                                                                     |                |
| Im Sonnenglanz 17 51° 49′ 25″ N, 10° 16′ 56″ O  | Wohnhaus mit Anbauten      | ehemalige Schmiede | 37757992/1/-/ 37758665, 37757992                                                             |                |
| Im Sonnenglanz 18 51° 49′ 25″ N, 10° 16′ 55″ O  | 19-Lachter-Stollen         | 19-Lachter-Stollen, Wasserlösungsstollen aus dem 16. Jahrhundert, das Objekt gehört zu der Denkmal-Gruppe „Pochwerkplatz“ mit der ID 37684188. | 37757871, 37757797, 37757916, 37758037/1/-/ 37758323, 37757871, 37757797, 37757916, 37758037 | Weitere Bilder |
| Im Spiegeltal 6 51° 49′ 44″ N, 10° 16′ 57″ O    | Wohnhaus                   | | 37758691                                                                                     | BW             |
| Innerste Straße 11 51° 49′ 43″ N, 10° 16′ 58″ O | Gemeindehaus               | | 37758714                                                                                     | BW             |
| Kirchweg 51° 49′ 38″ N, 10° 16′ 58″ O           | Kirche                     | Maria-Magdalena | 37758740                                                                                     | Weitere Bilder |
| Kirchweg 1 51° 49′ 36″ N, 10° 16′ 59″ O         | Wohnhaus                   | | 37758767                                                                                     |                |
| Schützenstraße 1 51° 49′ 44″ N, 10° 16′ 53″ O   | Wohnhaus                   | | 37758792                                                                                     | BW             |
| Schützenstraße 23 51° 49′ 55″ N, 10° 16′ 58″ O  | Wohn-/Wirtschaftsgebäude   | | 37758843                                                                                     | BW             |
| 51° 49′ 33″ N, 10° 16′ 51″ O                    | Eisenbahntunnel            | Gallenberg-Tunnel | 37758060                                                                                     | BW             |

## Ehemalige Denkmale

### Clausthal-Zellerfeld
| Lage                                        | Bezeichnung                            | Beschreibung                                                                | ID                                                                       | Bild |
| ------------------------------------------- | -------------------------------------- | --------------------------------------------------------------------------- | ------------------------------------------------------------------------ | ---- |
| Bauhofstraße 1 51° 48′ 49″ N, 10° 20′ 19″ O | Tankstelle mit Dach und Kassenhäuschen | nicht mehr vorhanden. Seit den 2000er Jahren Standort eines Getränkemarktes | 37714172, 37713899, 37713683/1/-/ 37714197, 37714172, 37713899, 37713683 | BW   |
| Mäverstraße 2 51° 48′ 21″ N, 10° 19′ 59″ O  | Stall/Speicher                         | abgerissen                                                                  | 37711304                                                                 | BW   |